# Bautista Saubidet Birkner
Bautista Saubidet Birkner (28 de noviembre de 1995) es un deportista argentino que compite en Vela en la clase RS:X. 
Participó en el evento masculino en los Juegos Olímpicos de Verano de 2016. También ganó la medalla de oro en los Juegos Panamericanos de Lima 2019. Es 3 veces Campeón Sudamericano y Campeón de Europa Juvenil.
Comenzó a practicar windsurf a los 11 años. Su hermano Francisco Saubidet Birkner también es deportista olímpico. Es hijo de la practicante de esquí alpino, Magdalena Birkner.

## Palmarés internacional
| Juegos Panamericanos | Juegos Panamericanos | Juegos Panamericanos | Juegos Panamericanos |
| Año                  | Lugar                | Medalla              | Categoría            |
| -------------------- | -------------------- | -------------------- | -------------------- |
| 2019                 | Lima (Perú)          | Medalla de oro       | RS:X                 |